# Bajío de Bolas Blancas
Bajío de Bolas Blancas är en ort i Mexiko.   Den ligger i kommunen León och delstaten Guanajuato, i den centrala delen av landet, 300 km nordväst om huvudstaden Mexico City. Bajío de Bolas Blancas ligger 1 794 meter över havet och antalet invånare är 225.
Terrängen runt Bajío de Bolas Blancas är en högslätt. Runt Bajío de Bolas Blancas är det tätbefolkat, med 257 invånare per kvadratkilometer. Närmaste större samhälle är León de los Aldama, 17,4 km nordväst om Bajío de Bolas Blancas. Trakten runt Bajío de Bolas Blancas består till största delen av jordbruksmark.